# Alderney

Alderneys flagga.

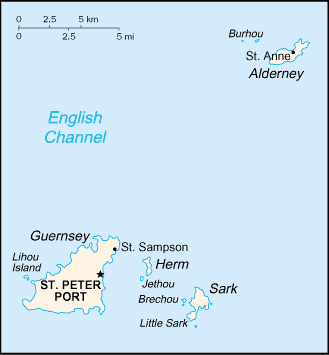
Alderney och övriga öar inom fögderiet Guernsey.

Alderney (franska: Aurigny, och normandiska: Aoeur'gny eller Âorgny) är en av Kanalöarna och av den brittiska kronan underlydande område. Ön åtnjuter ett omfattande självstyre inom fögderiet Guernsey, The Bailiwick of Guernsey, vilket är ett självstyrande område under den brittiska monarken. Det ingår inte i det Förenade konungariket Storbritannien och Nordirland. Förutom huvudön Alderney ingår även ön Burhou, vilken större delen av året inte är beboelig. Huvudstad är Saint Anne.
Ön Alderney är 7,8 km² stor, vilket gör den till den tredje största av Kanalöarna, och har cirka 2 400 invånare.
Terrängen på Alderney är nästan platt. Öns högsta punkt är 87 meter över havet. Ön sträcker sig 3,8 kilometer i nord-sydlig riktning, och 5,7 kilometer i öst-västlig riktning.
Alderney har en lagstiftande ständerförsamling (States of Alderney) och eget rättsväsen, men sänder också två representanter till ständerförsamlingen på huvudön Guernsey. Mål från Alderney kan överklagas till den kungliga hovdomstolen på Guernsey.

## Kommunikationer
På Alderney finns kanalöarnas enda järnväg, Alderney Railway.